# Alfred Mayrargues
Alfred Mardochée Mayrargues, né à Metz le 26 avril 1833, mort le 15 janvier 1901 à Paris, est un financier, trésorier de l'alliance française et du cercle Saint Simon, promoteur de l’instruction populaire.

## Biographie
Descendant d'une famille juive du Comtat Venaissin originaire de Carpentras, Alfred Mardochée Mayrargues naît à Metz le 26 avril 1833, fils de Jacob Mayrargues et de Anne Rose Bloch. Après des études d’histoire, il devient précepteur chez les Rothschild, famille avec laquelle il restera lié toute sa vie.
Financier proche des banques les plus en vue de la bourse de Paris, associé d’agent de change, Mayragues mène en parallèle des études d’histoire, discipline à laquelle, depuis la fin du Second Empire, il consacre beaucoup de temps. Il publie ainsi en 1868 un essai remarqué sur Rabelais, puis dans les années suivantes divers articles de critiques littéraires ou historiques salués favorablement par les spécialistes.

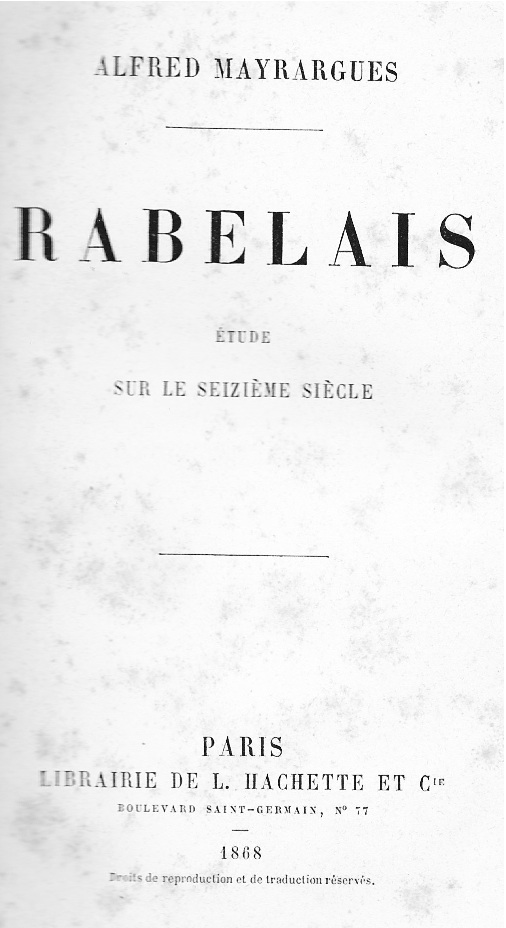
Page de garde du Rabelais publié par Mayrargues en 1868.

Après le conflit franco-prussien, Mayrargues, qui est né lorrain, opte en juillet 1872 pour la nationalité française, se consacrant dès lors, selon ses propres mots à « l’instruction populaire » avec une évidente constance et un réel désintéressement. Il est d’ailleurs notable qu’en maintes occasions, Mayrargues, dont les occupations professionnelles sont pourtant toutes tournées vers la finance, se présente d’abord comme « ancien professeur libre ».
Nommé en 1878 par le ministre de l’instruction publique délégué cantonal pour le VIIIe arrondissement, Alfred Mayrargues est aussi, en 1872, fondateur puis administrateur de la « Société pour la propagation de l'instruction parmi les femmes » présidée par Frédéric Passy. 
Ces engagements s’inscrivent dans le grand mouvement d’émancipation qu’ouvre, en décembre 1880, la loi Camille Sée créant un enseignement secondaire pour les jeunes filles. Mayrargues, membre du conseil d’administration de l’école normale de filles de Sèvres, future École normale supérieure de jeunes filles, joue un rôle dans le lancement du célèbre collège Sévigné, créé en 1880 à l’initiative de son ami Paul Bert[réf. nécessaire].
Sans doute au titre de ses compétences professionnelles, Mayrargues est par ailleurs trésorier de plusieurs institutions, ainsi l'orphelinat civil de la Seine mais aussi la Société de l'histoire de France. Pour autant, c’est dans deux associations qui visent à affermir les bases idéologiques et politiques de la nouvelle République, qu’il joue un rôle non négligeable lors de leur création simultanée en 1883.
Il est ainsi un des promoteurs du cercle Saint Simon fondé à l’initiative de Paul Cambon, qui en est le premier président, mais aussi Paul Bert, Gabriel Monod, Gabriel Hanotaux - avec lequel il sera lié jusqu’à sa mort - Pierre Foncin et Louis Liard dont le but consiste dans le maintien et l’extension de « l'influence de la France par la propagation de sa langue ». 
Alfred Mayrargues joue un rôle encore plus éminent lors de la création de l’Alliance française dont le but est alors, comme aujourd’hui, le développement de la langue française à travers le monde. Mayrargues, abondamment cité par les observateurs et aujourd’hui par les historiens, est le « dignitaire israélite » qui, au bureau de l’association, siège aux côtés d'un catholique, le père Charmetant et d’un  protestant, Paul Melon.
Époux de la fille d’Alexandre Lange dit Lange de Montfermeil, très prospère banquier, Mayrargues est à son tour un personnage qui compte dans le Paris mondain des débuts de la IIIe République. Membre d’une des loges maçonniques parmi les plus prestigieuses et les plus fréquentées de la capitale, la « Clémente Amitié », il y retrouve ses amis Rothschild mais aussi Émile Littré ou Jules Ferry qui y ont été initiés. 
Amoureux des lettres, proche des écrivains Noriac et Aubryet, soutenant généreusement ce dernier lors de sa douloureuse fin de vie, c’est aussi un habitué du luxueux restaurant de la Maison d’Or, plus tard Maison Dorée, située boulevard des Italiens, où se retrouvent durant plus d’une décennie les financiers les plus puissants de la capitale.
Alfred Mayrargues décède le 2 juillet 1900, en sa résidence de villégiature de Ville d'Avray. Il vécut au 103 boulevard Malesherbes, puis au 5 place Malesherbes (actuelle place du Général-Catroux) à Paris